# Cyryl (Pospiełow)
Cyryl, imię świeckie Leonid Nikołajewicz Pospiełow (ur. 8 marca?/20 marca 1876 w Możarowce, zm. 18 grudnia 1953) – rosyjski biskup prawosławny. 

## Życiorys
Był synem ubogiego cerkiewnego psalmisty. Ojca stracił w wieku pięciu lat. W 1898 ukończył seminarium duchowne w Penzie i 1 października tego roku został wyświęcony na diakona jako mężczyzna żonaty. Do 1905 służył w tym charakterze w jednej z cerkwi Baku. W tym czasie urodziła się jego córka Margarita (1901) i syn Boris (1903). W 1906 przyjął święcenia kapłańskie. Przez kolejne osiem lat służył w soborze w Baku, był ponadto katechetą w żeńskim gimnazjum. W 1914 przeniósł się do Saratowa. Od 1916 był dziekanem saratowskich cerkwi, służył w miejscowym soborze i pracował jako katecheta I gimnazjum żeńskiego.
W 1918 aresztowany w Saratowie, spędził w więzieniu pięć miesięcy. Po uwolnieniu powrócił do pracy duszpasterskiej w soborze św. Aleksandra Newskiego w Saratowie. Aresztowany ponownie w 1919, po dwutygodniowym pobycie w więzieniu na nowo podjął dotychczasowe zajęcia. W 1921 zaangażował się w walkę z głodem na Powołżu, działał w Komitecie Pomocy Głodującym. W tym samym roku wstąpił do Żywej Cerkwi i wszedł w skład powołanego przez nich zarządu eparchii saratowskiej. W ramach niekanonicznego Kościoła działał do 1923, gdy złożył akt pokutny i na nowo został kapłanem Rosyjskiego Kościoła Prawosławnego. Od 1926 do 1934 służył w cerkwi Opieki Matki Bożej w Saratowie. Po tym, gdy władze radzieckie zamknęły większość cerkwi Saratowa, uzyskiwał dla pozostających bez pracy kapłanów stanowiska stróży i pomocników w swojej parafii. W 1934 zmarła jego żona.
20 sierpnia 1934 został aresztowany w Saratowie, zaś w roku następnym uznany za winnego prowadzenia działalności kontrrewolucyjnej i skazany na trzyletnią zsyłkę do Kazachstanu. W 1935, w Ałma-Acie, został aresztowany po raz drugi i zesłany do łagru. Zwolniony z obozu w 1943, nie został dopuszczony do służby kapłańskiej. Przez rok żył w Orenburgu. Wyświęcenie go na biskupa zasugerował patriarsze moskiewskiemu i całej Rusi Sergiuszowi arcybiskup Andrzej (Komarow). 29 marca 1944 ks. Pospiełow złożył wieczyste śluby mnisze przed biskupem dmitrowskim Hilarym, przyjmując imię Cyryl. 1 kwietnia tego samego roku w Moskwie miała miejsce jego chirotonia na biskupa penzeńskiego i sarańskiego, w którego jako konsekratorzy wzięli udział patriarcha Sergiusz, metropolita leningradzki Aleksy, arcybiskupi saratowski Grzegorz, riazański Aleksy oraz biskup dmitrowski Hilary.
Biskupem penzeńskim pozostawał przez kilka miesięcy. Następnie został przeniesiony na katedrę taszkencką i Azji Środkowej. Od 1946 do 1947 był biskupem iwanowskim i szujskim, zaś od 1947 do 1953 - ponownie biskupem penzeńskim (od 1951 jako arcybiskup). Zmarł w 1953.